# 滋賀県道32号野洲中主線

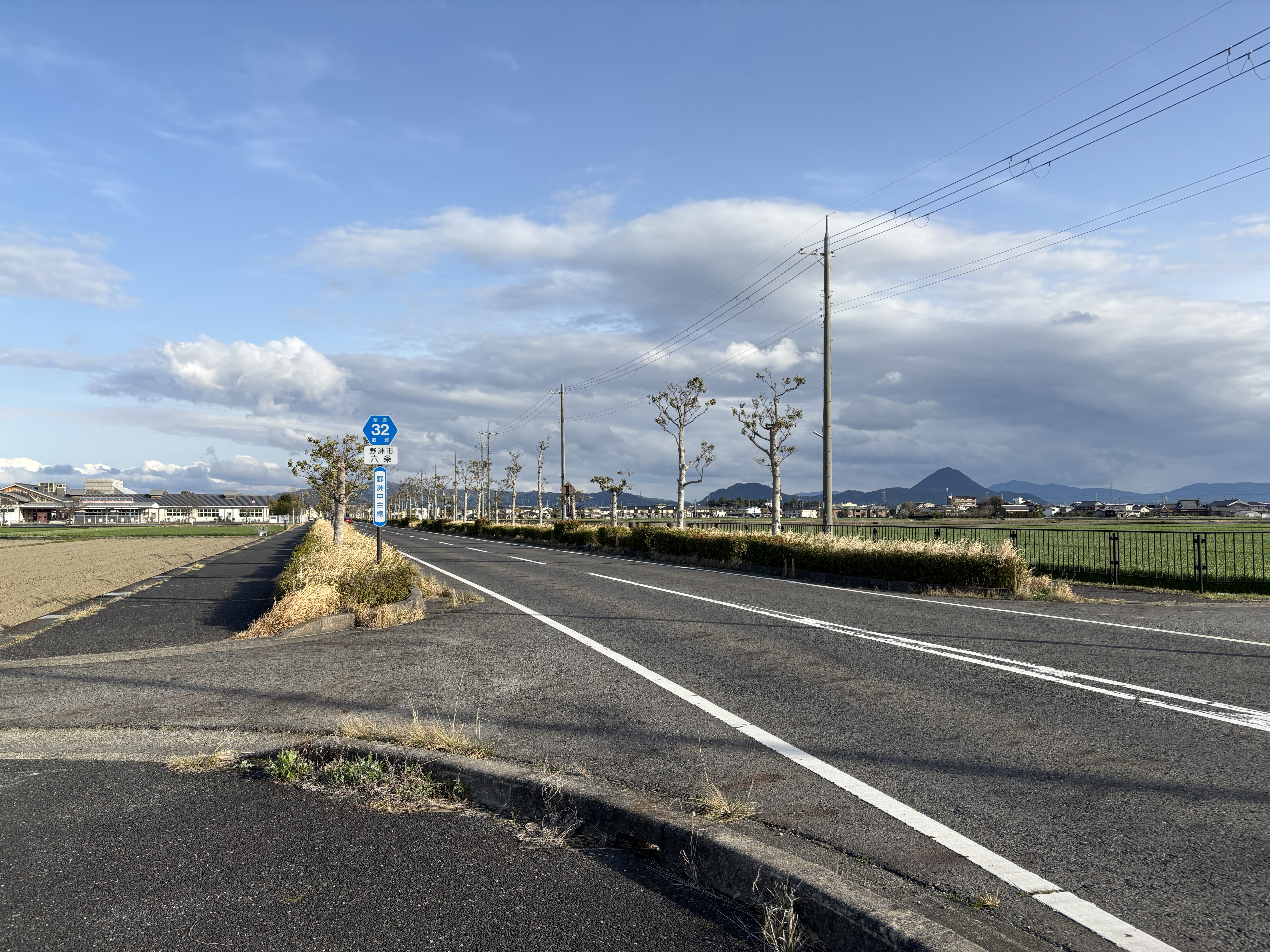
野洲市六条付近（終点近く）

滋賀県道32号野洲中主線（しがけんどう32ごう やすちゅうずせん）は、滋賀県野洲市を通る県道（主要地方道）である。

## 概要
滋賀県野洲市大篠原を起点に野洲市兵主大社南交差点に至る。

### 路線データ
- 起点：野洲市大篠原（国道8号交点）
- 終点：野洲市兵主大社南（国道477号交点）

## 歴史
- 1993年（平成5年）5月11日 - 建設省から、県道野洲中主線が野洲中主線として主要地方道に指定される[1]。

## 地理

### 通過する自治体
- 野洲市

### 交差する道路
- 国道8号（野洲市大篠原、起点）
- 滋賀県道2号大津能登川長浜線（野洲市永原・北交差点）
- 滋賀県道48号近江八幡守山線 バイパス（野洲市木部）
- 滋賀県道48号近江八幡守山線（野洲市西河原）
- 国道477号（野洲市六条・兵主大社南交差点、終点）

### 沿線にある施設など
- 株式会社テクノスマート 滋賀工場
- 角一化成
- ピーアンドジー
- 野洲市立野洲北中学校
- さざなみホール
- 中主ふれあいセンター
- 野洲市立中主幼稚園
- 野洲市立中主中学校
- 野洲市民グラウンド

## ギャラリー

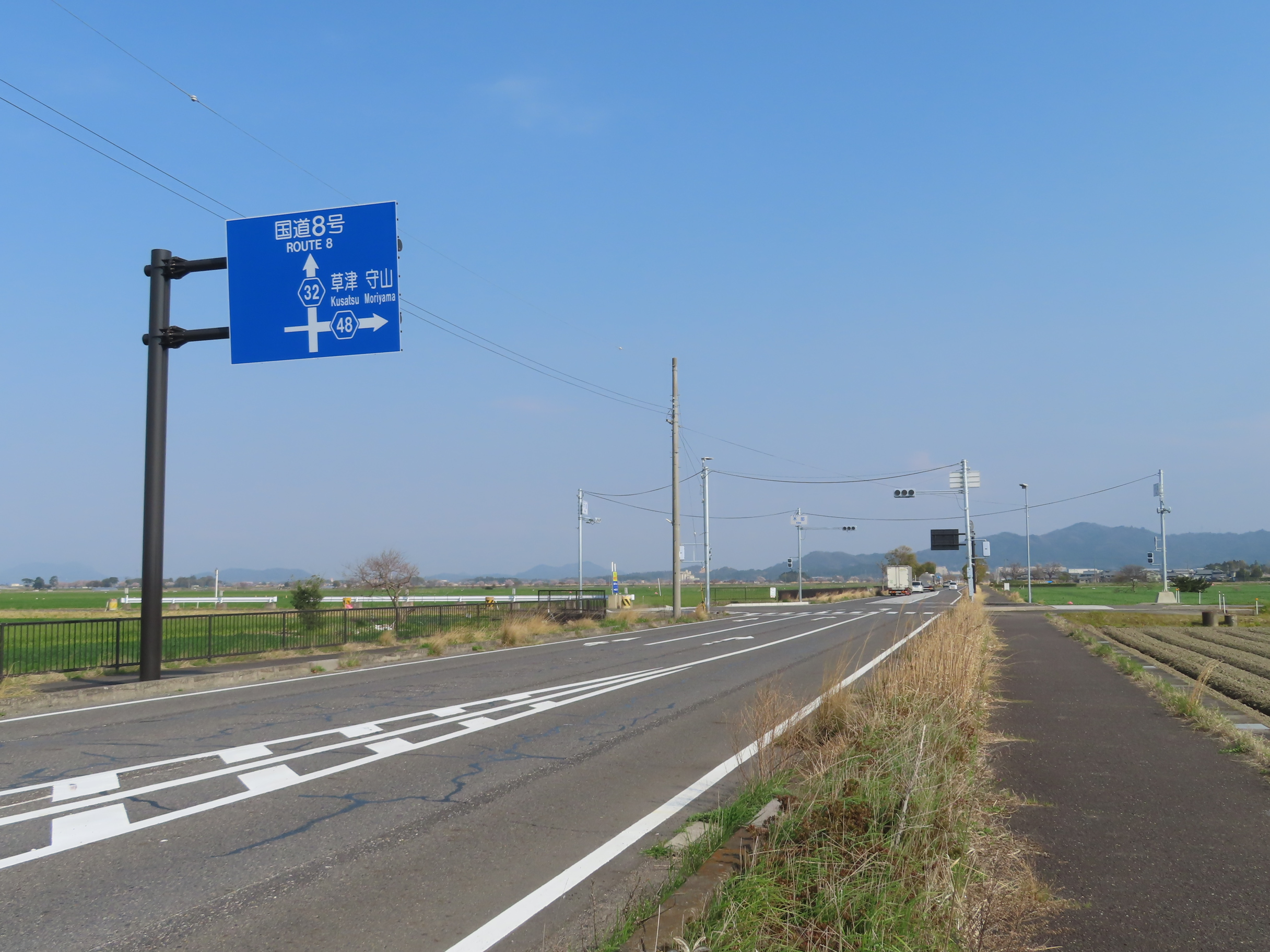
野洲市木部
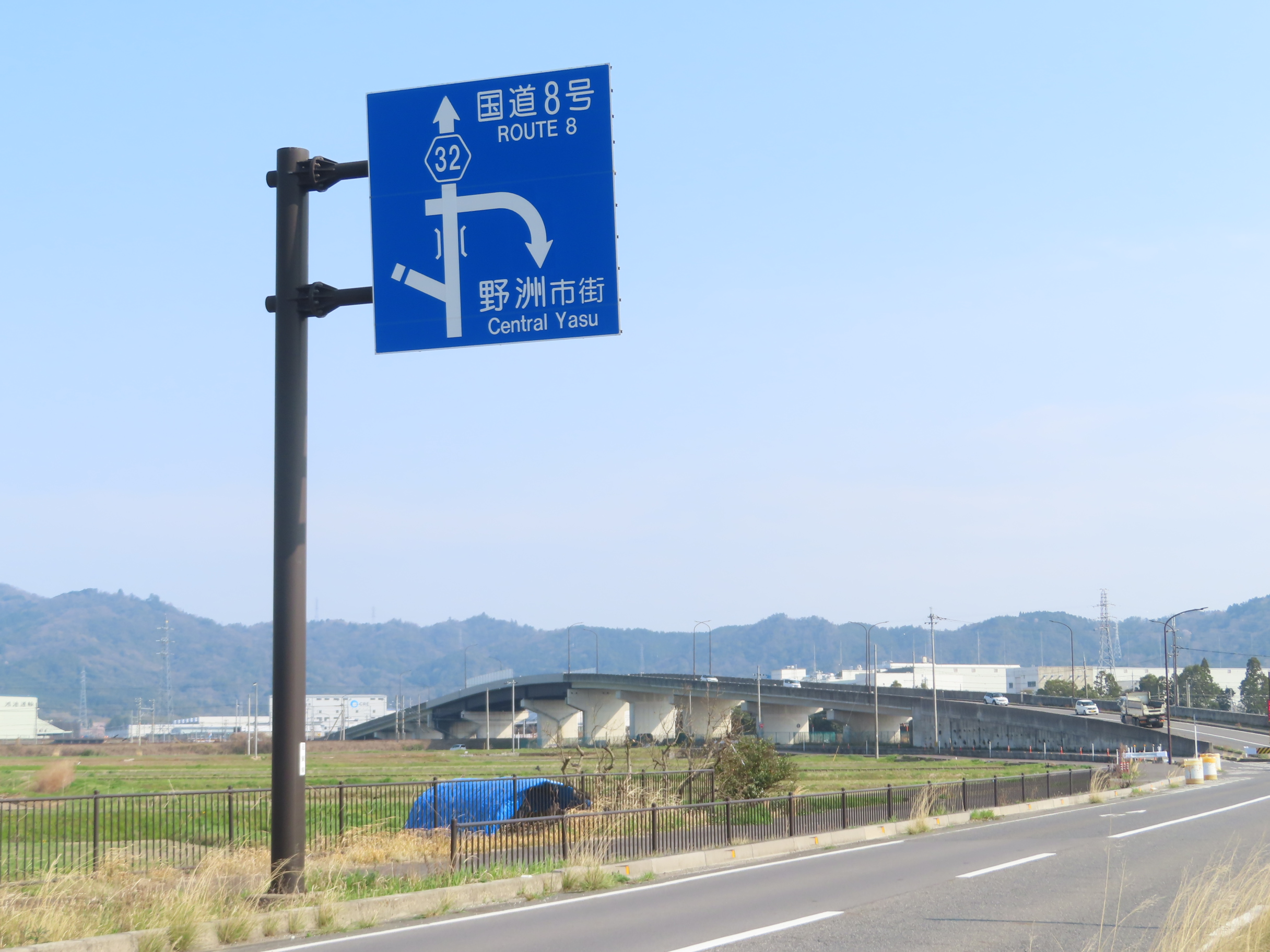
野洲市上屋（上屋跨線橋）
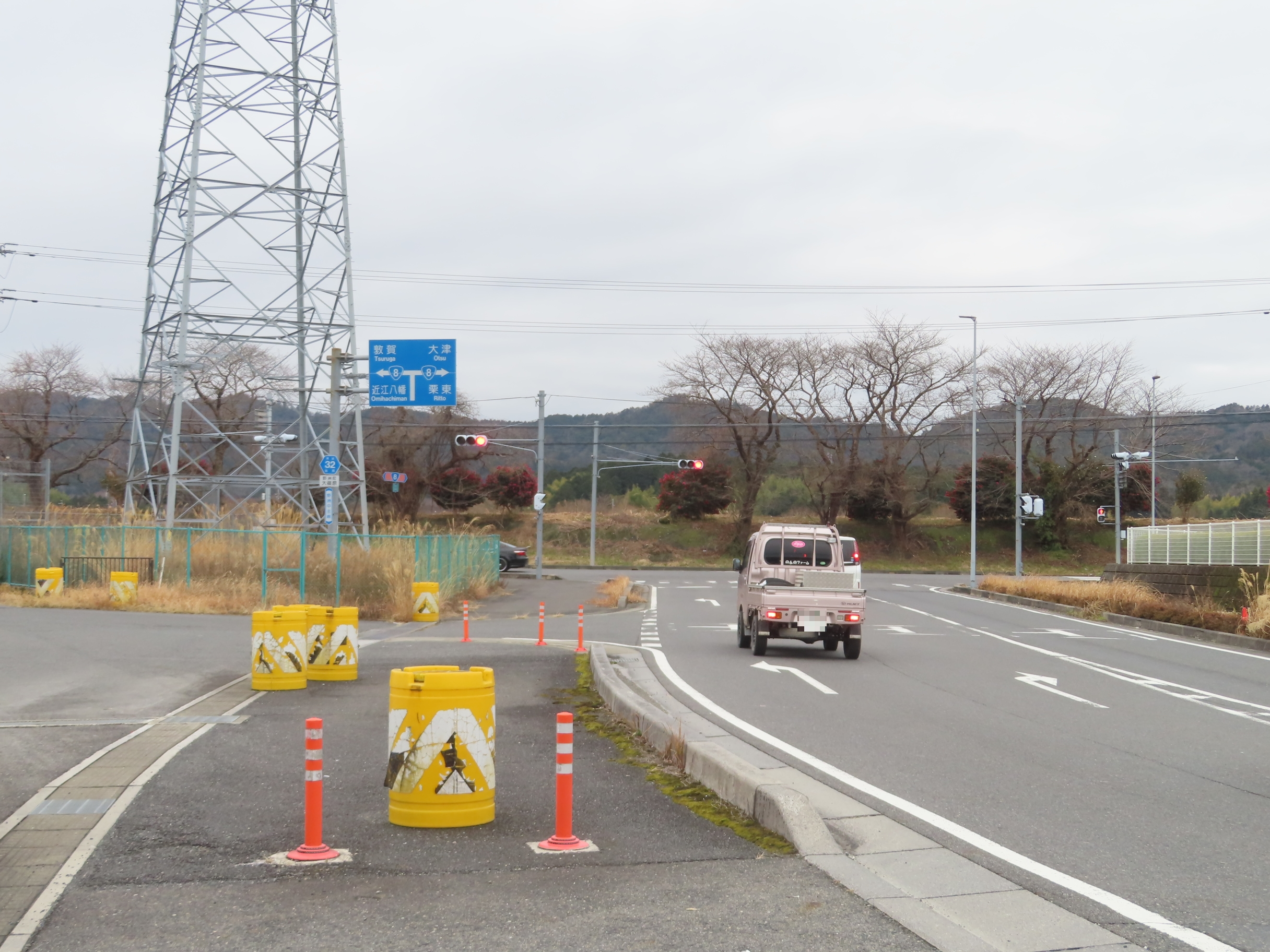
野洲市大篠原（終点）